# Taça João Ferrer
A Taça João Ferrer foi um torneio de futebol carioca patrocinado pela Companhia Industrial Progresso do Brasil.
Teve 2 edições, uma em 1907 e outra em 1911.